# Spencer Horatio Walpole
Pour les articles homonymes, voir Walpole.
Spencer Horatio Walpole (11 septembre 1806 - 22 mai 1898) est un homme politique du Parti conservateur britannique qui est trois fois ministre de l'Intérieur dans les gouvernements de Lord Derby. 

## Jeunesse
Il est le deuxième fils de Thomas Walpole et de Margaret Perceval, la plus jeune fille de John Perceval (2e comte d'Egmont) et la sœur du Premier ministre Spencer Perceval. Son grand-père est Thomas Walpole, fils du diplomate Horatio Walpole (1er baron Walpole), frère cadet du Premier ministre Robert Walpole. Il fait ses études au Collège d'Eton et au Trinity College, Cambridge . Il est admis au Barreau, à Lincoln's Inn, en 1831. Il bâtit une clientèle importante et est nommé conseiller de la reine en 1846. 

## Carrière politique
Il se tourne ensuite vers la politique et, en 1846, il est élu au Parlement pour Midhurst en tant que conservateur, un siège qu'il occupe jusqu'en 1856. Il acquiert une réputation à la Chambre des communes, et lorsque les conservateurs arrivent au pouvoir au début de 1852 sous Lord Derby, il est nommé ministre de l'Intérieur dans le soi-disant « Qui? Qui? Ministère ". Il est admis au Conseil privé en même temps. Cependant, le gouvernement tombe en décembre 1852. 
En 1856, il est élu au Parlement pour l'Université de Cambridge. Deux ans plus tard, les conservateurs reprennent le pouvoir. Walpole est de nouveau nommé ministre de l'Intérieur, mais démissionne en janvier 1859 après des désaccords sur les réformes électorales. Le gouvernement est limogé en juillet de la même année. Les conservateurs reviennent au pouvoir en 1866 et Walpole est ministre de l'Intérieur pour la troisième fois. Cependant, il est sévèrement critiqué pour sa gestion du mouvement de réforme parlementaire et démissionne en mai 1867. Il continue à servir dans le cabinet en tant que ministre sans portefeuille jusqu'en février 1868, lorsque Benjamin Disraeli devient Premier ministre. Walpole n'exerce plus de fonctions ministérielles, mais reste député de l'Université de Cambridge jusqu'en 1882. 

## Famille
Walpole épouse sa cousine germaine, Isabella Perceval, fille de Spencer Perceval, en 1835. Ils ont quatre enfants, deux fils et deux filles. Leur fils aîné, Spencer Walpole est un historien bien connu. Walpole est décédé en mai 1898, à l'âge de 91 ans. 